# Jan-Louwers-Stadion
Das Jan-Louwers-Stadion (Eigenschreibweise Jan Louwers Stadion) ist ein Fußballstadion in der südniederländischen Stadt Eindhoven, Provinz Noord-Brabant.
Zuvor hatte das Stadion eine Aschenbahn mit geschwungenen, irdenen und gemauerten Tribünen an der Nord- und Südseite, so dass in den 1970er Jahren noch bis zu 18.000 Besucher anwesend waren.
Es wurde 1934 fertiggestellt und bietet derzeit 4.500 Zuschauern einen überdachten Sitzplatz, darunter 102 V.I.P.-Plätze und 40 Arbeitsplätze für die Journalisten. Hauptnutzer des Stadions ist der Erstdivisionär FC Eindhoven.

## Geschichte
Das Stadion im südlichen Stadtteil Stratum wurde in den 1930er Jahren durch die Stadt Eindhoven gebaut, um dem Fußballclub FC Eindhoven eine neue Heimstatt für seine Heimspiele zu geben. Eingeweiht wurde es am 9. September 1934 mit einem Spiel zwischen dem FC und Ajax Amsterdam, das die Gastgeber mit 2:8 verloren. Um das Stadion am Aalsterweg entstand in den folgenden Jahrzehnten ein Sportpark, in dem auch ein Indoor-Sportzentrum und die Felder der Hockeyvereine Oranje Zwart und EMHC angesiedelt sind.
Ursprünglich bestand das Oval aus zwei Tribünen an der West- und Südseite. Erst 1997 wurde die Osttribüne errichtet. Ebenfalls 1997 wurde das Stadion nach dem niederländischen Fußballspieler Jan Louwers benannt, der zwischen 1952 und 1955 beim FC Eindhoven spielte und den Verein 1954 zu seiner einzigen niederländischen Meisterschaft führte. Seit der Saison 2006/07 tragen die vier Tribünen die Namen der ehemaligen Spieler Noud van Melis, Dick Snoek, Frans Tebak und Henk Bloemers des FC Eindhoven.